# Igor Vladimirovich Akinfeyev
Igor Vladimirovich Akinfeev (tiếng Nga: Игорь Владимирович Акинфеев, chuyển tự: Igor' Vladimirovich Akinfeyev, IPA: [ˈiɡərʲ vlɐˈdʲimʲɪrəvʲɪtɕ ɐkʲɪnˈfʲe(j)ɪf]; sinh ngày 8 tháng 4 năm 1986) là một cầu thủ bóng đá chuyên nghiệp người Nga thi đấu ở vị trí thủ môn và là đội trưởng của câu lạc bộ CSKA Moskva tại Russian Premier League.